# Capparidia ghardaialis
Capparidia ghardaialis är en fjärilsart som beskrevs av Dumont 1931. Capparidia ghardaialis ingår i släktet Capparidia och familjen Crambidae. Inga underarter finns listade i Catalogue of Life.